# Amfora
En amfora er en høj oldgræsk beholder og vase med hals og to hanke. Bunden kan være spids, med fod eller fx trefod. Amforaen er oftest lavet af keramik, men kan i nyere tid også være lavet af marmor, glas eller metal.

## Etymologi
Ordet amphora er latin afledt af det oldgræske amphoreus (Αμφορέας) eller amphiphoreos (af amphi- ("på begge sider") + phoreios ("bærer")).

## Anvendelse
Amforaen blev brugt til opbevaring og transport af fx olivenolie og vin og kan rumme ca. 26-39 liter.  DNA-rester har vist, at de også blev anvendt til transport af krydderier (enebær, pistacia (fx ægte pistacie og mastiks), planter af fyrre- og ærteblomst-familien (fabaceae; fx bønner og kikærter), ingefær-familien og valnød-familien.
Amforaerne kunne have låg, prop eller være forseglet ved transport af væsker. Der er fundet mange slags propper. Indersiden blev behandlet med harpiks, så væsker har lav permeabilitet i keramikken. Græsk vin kan stadig være tilsat harpiks (retsina).
Amforaer har navn efter de to hanke. Bærehåndtagene lod to personer bære amforaen, der kan veje mere end 30 kg med indhold. Mange amforaer har en spids bund, så de kan stå i sand.

## Andet
Snabel-a @ var i middelalderens Sydeuropa en forkortelse for amfora.

## Fund
Franske arkæologer har fundet ca. 2000 år gamle forseglede amforaer. Spændingen var stor, da de åbnede en for at smage på indholdet. Imidlertid havde kemiske processer i tidens løb nedbrudt alt, hvad der kunne give mindelser om det oprindelige indhold: væsken smagte af vand.[kilde mangler]